# Una lágrima
Una lágrima, coneguda popularment per la seva tornada «Una lágrima cayó en la arena», és una cançó en castellà que va popularitzar Peret en publicar-ne una versió adaptada a la rumba catalana. El músic mataroní la va incloure a un EP de 45 rpm i quatre cançons editat per Vergara el 1967. Adapta Me pedías un beso, cançó amb ritme de vals amb música de Genaro Monreal i Manuel Monreal i lletra de Francisco de Val: la cançó de Peret manté bona part de la lletra; la música segueix la melodia original de Monreal, canviant-ne el ritme i amb una tornada de rumba totalment nova.
La cançó va obtenir molta repercussió a finals de la dècada de 1960 i començaments de la de 1970, i fou una de les cançons de l'estiu de 1968. Aquell mateix any, Peret va participar en el Festival MIDEM, celebrat a Canes, amb aquesta cançó i hi va obtenir el primer premi, quan encara no era un cantant conegut a escala internacional. L'EP que incloïa el tema va esdevenir un dels més venuts de 1968.